# كابريزي ميكيلانجيلو

كابريزي ميكيلانجيلو (بالإيطالية: Caprese Michelangelo )‏ هي قرية وكومونة في مقاطعة أريتسو، توسكانيا، إيطاليا. وهي مسقط رأس فنان عصر النهضة ميكيلانجيلو. وتبعد القرية حوالي 100 كيلومتر شرقي فلورنسا. وبلغ عدد سكانها عام 2004 نحو 1,671 نسمة
من معالمها كنيسة تعود للقرن الثالث عشر تعرف باسم كنيسة يحي بن زكريا أو "يوحنا المعمدان"، إضافة إلى كنائس قديمة أخرى مثل سان كريستوفورو أمونيا، سان باولو أمونيا وسانتي إبوليتو وكاتزيانيو ودير سان مارتينو إضافة إلى متحف ومكتبة ميكيلانجيلو.

## السكان
في سنة 1861 بلغ عدد السكان 2٬050 نسمة، وتطور العدد ليصل في سنة 2011 لـ 1٬516 نسمة.
يظهر هذا المخطط البياني تطور النمو السكاني لـ كابريزي ميكيلانجيلو

## أعلام
- ميكيلانجيلو

## وصلات خارجية
- الموقع الرسمي للقرية